# Hydropsyche diktynna
Hydropsyche diktynna is een schietmot uit de familie Hydropsychidae. De soort komt voor in China.